# Boris Kazanovitch
Boris Ilitch Kazanovitch (en russe : Бори́с Ильи́ч Казано́вич), né le 10 juillet 1871 à Moguilev et décédé le 2 juin 1943 à Pančevo (Yougoslavie), est un lieutenant général russe, vétéran de la guerre russo-japonaise, de la Première Guerre mondiale et de la guerre civile russe.

## Origines et formation
D’origine noble, Boris Kazanovitch suit sa scolarité au gymnase classique de Moguilev (diplômé en 1890) puis étudie à l’institut des junkers d’infanterie de Moscou (1892) et à l’académie d’état-major Nicolas (1899).

## Officier de l’armée impériale
Il sert dans le 5e bataillon de ligne du Turkestan. Pendant son service en Asie centrale il se lie d’amitié avec le futur commandant suprême de l’armée russe et meneur de l’armée des volontaires le général d'infanterie L. Kornilov.
De 1902 à 1905, il est officier supérieur pour missions spéciales auprès de l’état-major du 10e corps d’armée. De mai à novembre 1905, il est à la disposition du commandant des armées de la région militaire de l’Amour et participe à la guerre russo-japonaise.
De novembre 1905 à mars 1909 il est officier d’état-major auprès de l’état-major de la région militaire du Turkestan.  En 1912 il prend la direction de l’état-major de la 11e division d’infanterie.
Il participe à la Première Guerre mondiale. En décembre 1914 il commande le 127e régiment d’infanterie de Poutivl et reçoit une épée de Saint-Georges. En décembre 1916, au rang de général-major, il dirige l’état-major de la 6e division de fusiliers de Sibérie, dont il prendra le commandement en 1917.

## Dans les armées blanches
En décembre 1917 il rejoint l’armée des volontaires du général Kornilov et participe à la première campagne du Kouban comme homme de troupe dans le régiment des partisans. En mars 1918 il prend le commandement de ce régiment et participe à l’assaut de Ekaterinodar : son régiment pénétra dans le centre-ville, mais sans recevoir le soutien d’autres unités des volontaires il ne pouvait tenir son avancée et fut grièvement blessé lors des combats. Après sa convalescence, en mai 1918, les généraux Mikhail Alekseïev et Anton Dénikine l’envoient en mission secrète à Moscou : organiser le financement de l’armée des volontaires auprès des entrepreneurs de Moscou, il rencontra les représentants des mouvements libéraux antibolchéviques (Centre National de toutes les Russies). Dans l’émigration il publiera ses souvenirs de cette mission dangereuse sous le nom de « Voyage de l’armée des volontaires à Moscou la rouge » (« Archives de la révolution russe ». T. VII. Berlin, 1922).
En juin 1918 il retourne dans le Sud de la Russie. Il dirige la 1re division d’infanterie, à la tête de laquelle il participe à la seconde campagne du Kouban. En novembre 1918 il commande le 1er corps d’armée des Forces Armées du Sud de la Russie. De janvier à novembre 1919, pour cause de maladie, il se trouve dans la réserve.
En novembre 1919, Boris Kazanovitch commande les troupes de la Région transcaspienne (« armée du Turkestan »), remplaçant de facto le lieutenant-général I. V. Savitski à ce poste (officiellement il remplace le lieutenant-général A. A. Borovski qui n’avait pas pu prendre ses fonctions sur place). Après la bataille de Kazandjik le 3 décembre 1919, lors de laquelle il fut blessé, il mène ses troupes à Krasnovodsk, d’où elles seront évacuées vers le Daghestan. En janvier 1920 il est promu lieutenant-général et se trouve, jusqu'en août, dans la réserve du commandant en chef.
En août 1920 il commande la division générale du Kouban de l’armée russe du général Wrangel et participe au débarquement du général Sergueï Oulagaï au Kouban.

## L’exil
En novembre 1920 le général Kazanovitch quitte la Crimée avec l’armée blanche à destination de la Turquie. Après un passage dans le camp militaire de la péninsule de Gallipoli, il émigre au Royaume de Yougoslavie (d’abord à Murska Sobota, puis à Belgrade). Il préside la direction générale des vétérans de la première campagne du Kouban et l’association des officiers d’état-major général en Yougoslavie. En 1931 il devient président de l'association d’étude de la guerre civile.
Décède à l’hôpital russe de Pančevo, près de Belgrade.

## Distinctions
- Ordre de Saint-Stanislas de 3e classe (1903)
- Ordre de Sainte-Anne de 3e classe avec épées et ruban (1904)
- Ordre de Saint-Stanislas de 2e classe avec épées (1905)
- Ordre de Saint-Vladimir de 4e classe avec épées et ruban (1906)
- Ordre de Sainte-Anne de 2e classe avec épées (1906)
- Ordre de Sainte-Anne de 4e classe (1906)
- Ordre de Saint-Vladimir de 3e classe (1914)
- Épée de Saint-Georges « pour bravoure » (1915)
- Médaille de la première campagne du Kouban (1918)

## Liens
- Biographie
- Biographie